# Michel Le Guern
Pour les articles homonymes, voir Le Guern.
Michel Le Guern, né le 30 décembre 1937 à Bourbriac, mort le 17 juin 2016 à Lyon, est un linguiste et philosophe français. 

## Biographie
Agrégé de lettres classiques, docteur d'État ès lettres et sciences humaines (Sorbonne), il enseigne à l'Institut catholique de Paris de 1959 à 1963, à l'Université d'Ottawa de 1963 à 1968, et à partir de 1968 à la Faculté des lettres et sciences humaines de Lyon. Professeur titulaire d'une chaire de philologie française et linguistique en 1971, il contribue à la création de l'Université Lyon 2 en y organisant des enseignements de linguistique  générale. Il dirige de nombreuses thèses de doctorat, parmi lesquelles celles de Catherine Kerbrat-Orecchioni et Gilbert Puech. Ses travaux personnels portent sur Pascal, sur la métaphore et la métonymie, sur l'histoire des sciences du langage et sur l'histoire religieuse.
Professeur émérite en 1999, il est élu en 2004 à l'Académie des sciences, belles-lettres et arts de Lyon, dont il a assuré la présidence en 2009. En 2012, il est candidat à l'Académie française.

## Distinctions
- Prix de l'édition critique 1977 pour l'édition des Pensées de Pascal en Folio[3].
- Prix Bordin de l’Académie des sciences morales et politiques, 2009[4].
- Prix Georges-Dumézil de l’Académie française, 2010[5].

## Choix de publications
- L'Image dans l'œuvre de Pascal, Paris, Armand Colin, 1969; réédition, Paris, Méridiens-Klincksieck, 1983.
- Pascal et Descartes, Paris, Nizet, 1971.
- Les Pensées de Pascal de l'anthropologie à la théologie, Paris, Larousse, 1972.
- Sémantique de la métaphore et de la métonymie, Paris, Larousse, 1972.
- (En collaboration avec Louis-Marie Raymondis) Le Langage de la justice pénale, Paris, Éditions du C.N.R.S., 1976.
- Édition des Pensées de Pascal, Paris, Gallimard, Folio, 1977.
- (En collaboration avec Alain Berrendonner et Gilbert Puech) Principes de grammaire polylectale, Lyon, P.U.L., 1983.
- Édition des Provinciales de Pascal, Paris, Gallimard, Folio, 1987.
- Édition des Œuvres complètes de Pascal, Paris, Gallimard, Bibliothèque de la Pléiade, t. I, 1998; t. II, 2000.
- Pascal et Arnauld, Paris, Honoré Champion, 2003.
- Les Deux Logiques du langage, Paris, Honoré Champion, 2003.
- Édition du Système de l'âme de Marin Cureau de La Chambre, Paris, Fayard, 2004.
- Nicolas Beauzée, grammairien philosophe, Paris, Honoré Champion, 2009.
- Édition de La Rhétorique ou l'éloquence française de Louis de Lesclache, Paris, Classiques Garnier, 2012.
- Études sur la vie et les Pensées de Pascal, Paris, Honoré Champion, 2015.